# Antonio Maurizio Zumaglini
Antonio Maurizio Zumaglini (Maurizio Zumaglini) (* Benna provincia de Biella, 1804 - Verrone, 18 de noviembre de 1865) fue un botánico, pteridólogo italiano.
Estudia medicina en la Universidad de Pisa, titulándose con solo 23 años, ejerciendo en su región natal.
Atraído por el estudio de la botánica, entre los años 1849 a 1860 escribe en latín la monumental Flora Pedemontana, por la cual lo cataloga entre los grandes botánicos europeos.
Zumaglini también fue alcalde y consejero del Ayuntamiento de Verrone; y senador del Reino de Cerdeña

## Honores
- Caballero de la Orden de los Santos Mauricio y Lázaro
- Jardín botánico público, en el centro de Biella[1]

- La abreviatura «Zumagl.» se emplea para indicar a Antonio Maurizio Zumaglini como autoridad en la descripción y clasificación científica de los vegetales.[2]